# Vakondgyíkfélék

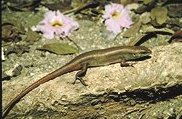
Carlia fusca

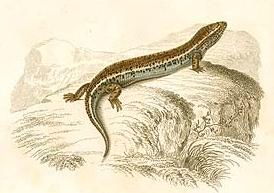
Foltos ércesgyík (Chalcides ocellatus)

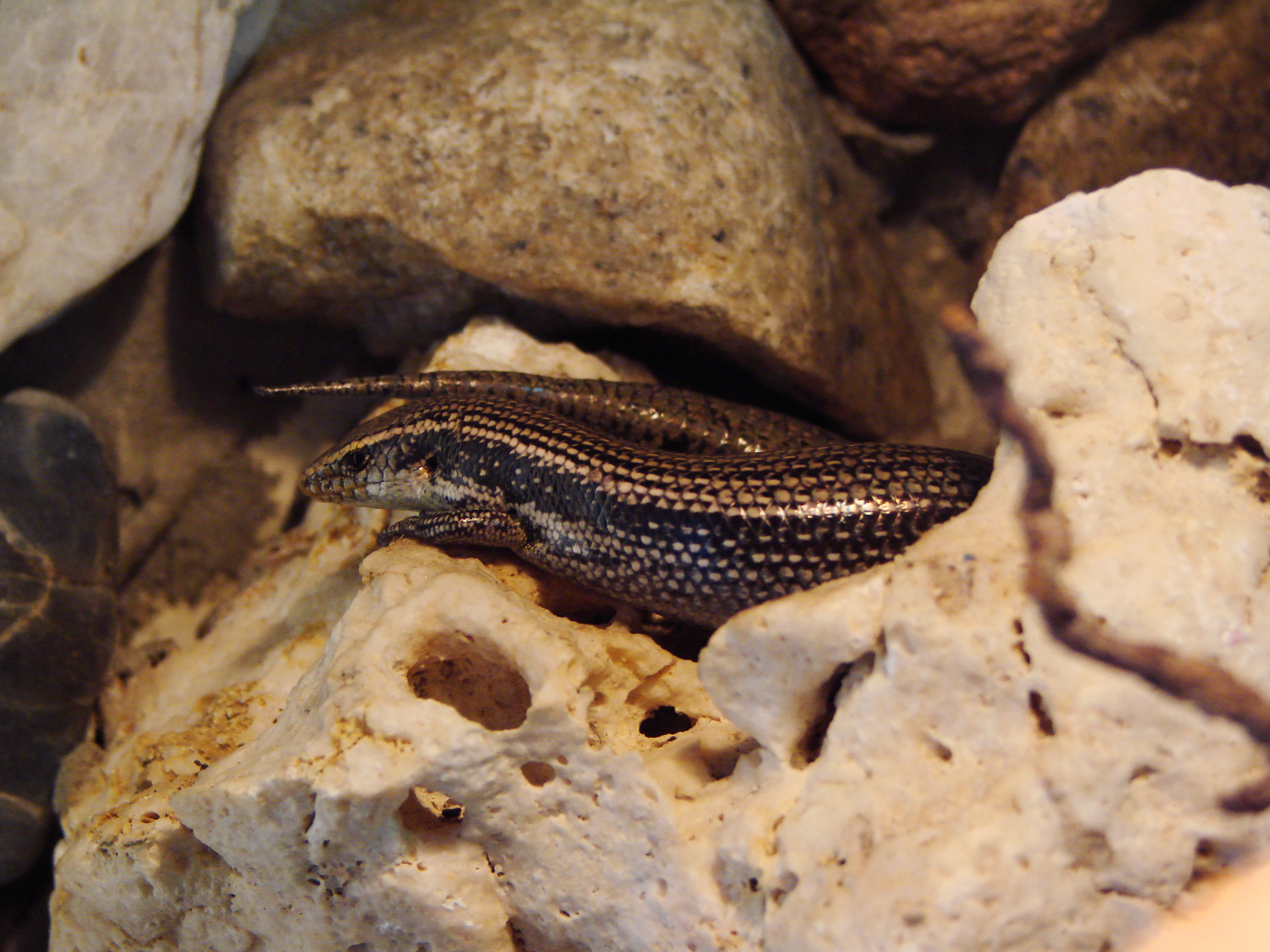
Chalcides viridanus

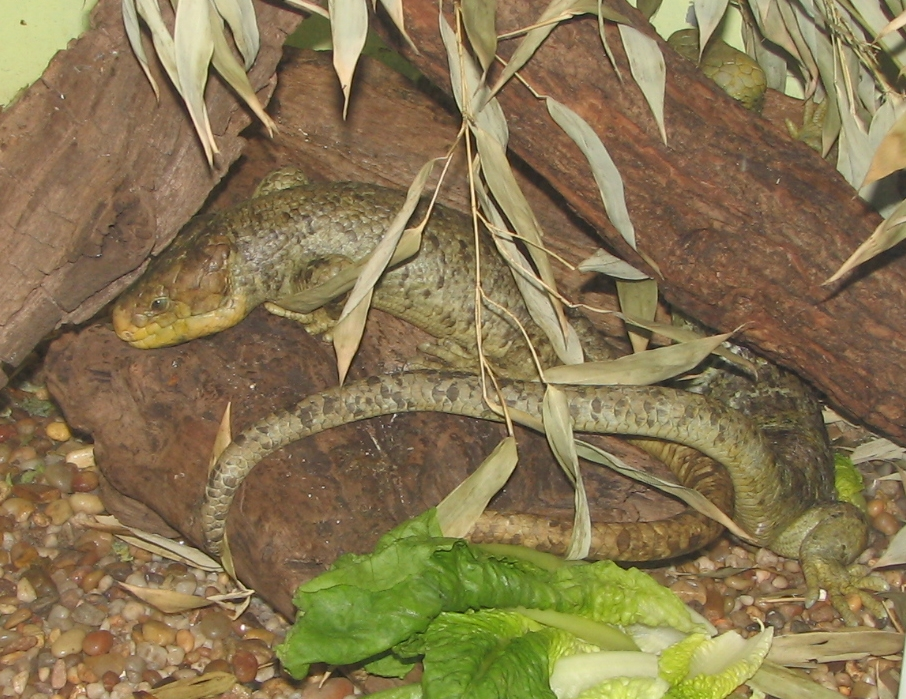
Óriás-zebragyík (Corucia zebrata)

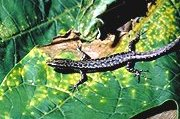
Cryptoblepharus poecilopleurus

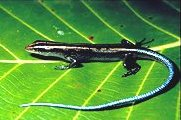
Gyakori kékfarkúszkink (Emoia caeruleocauda)

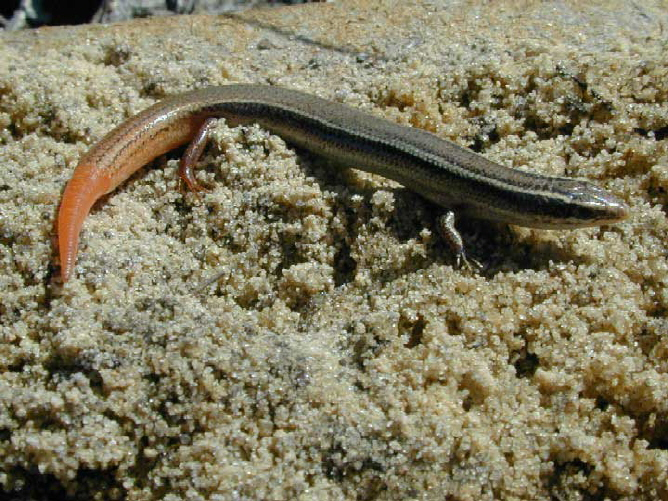
Eumeces egregius

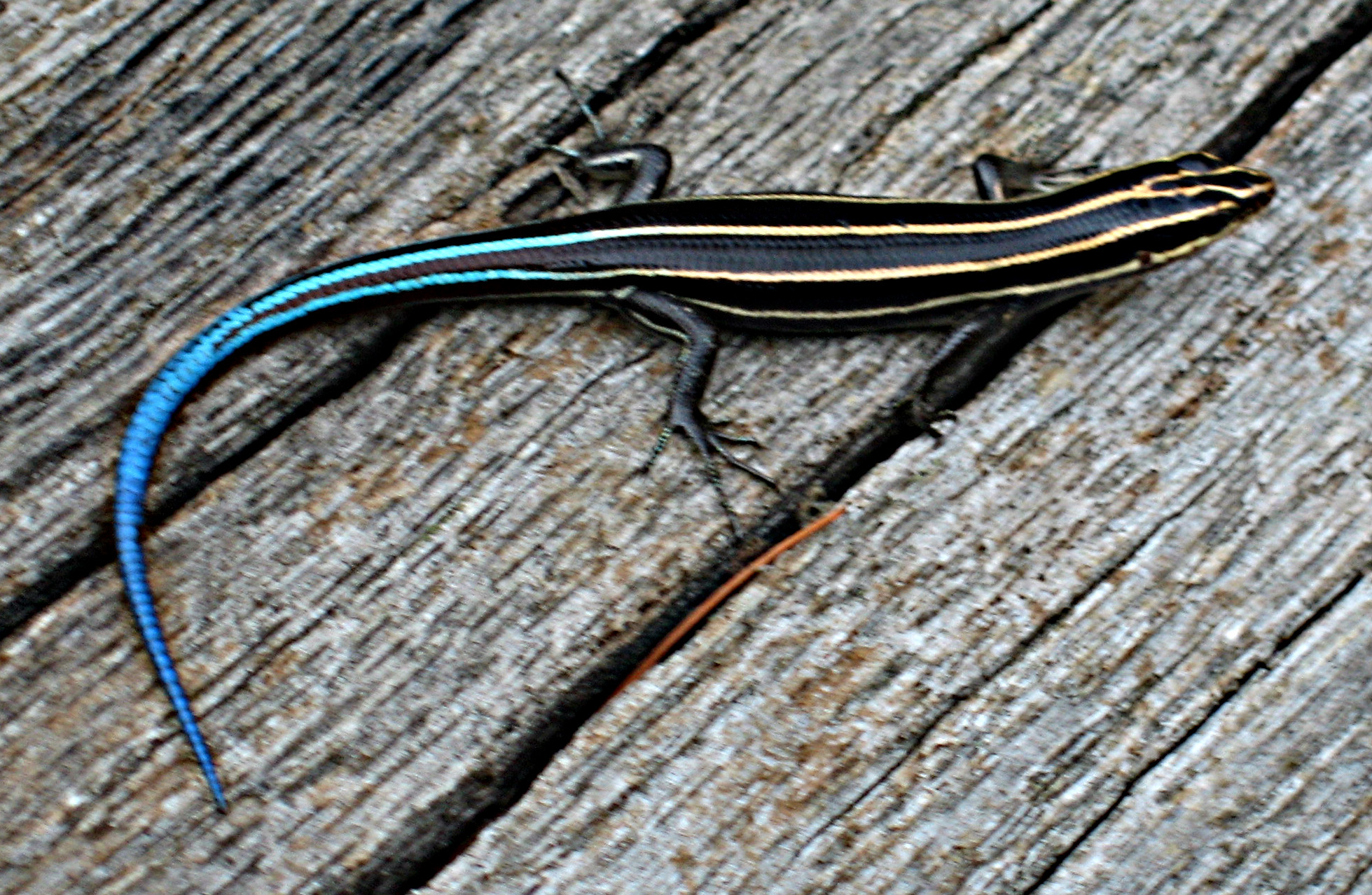
Eumeces fasciatus

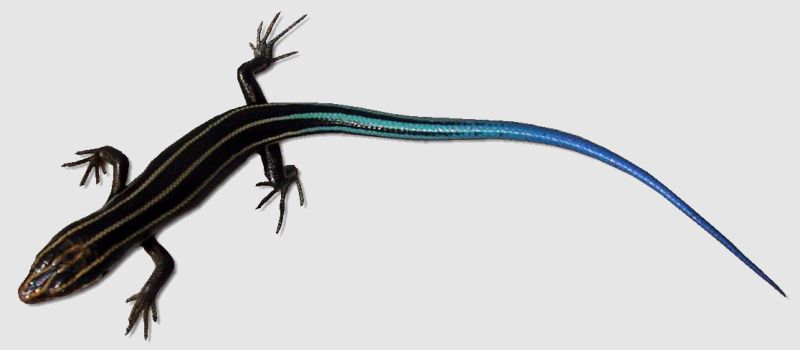
Eumeces inexpectatus

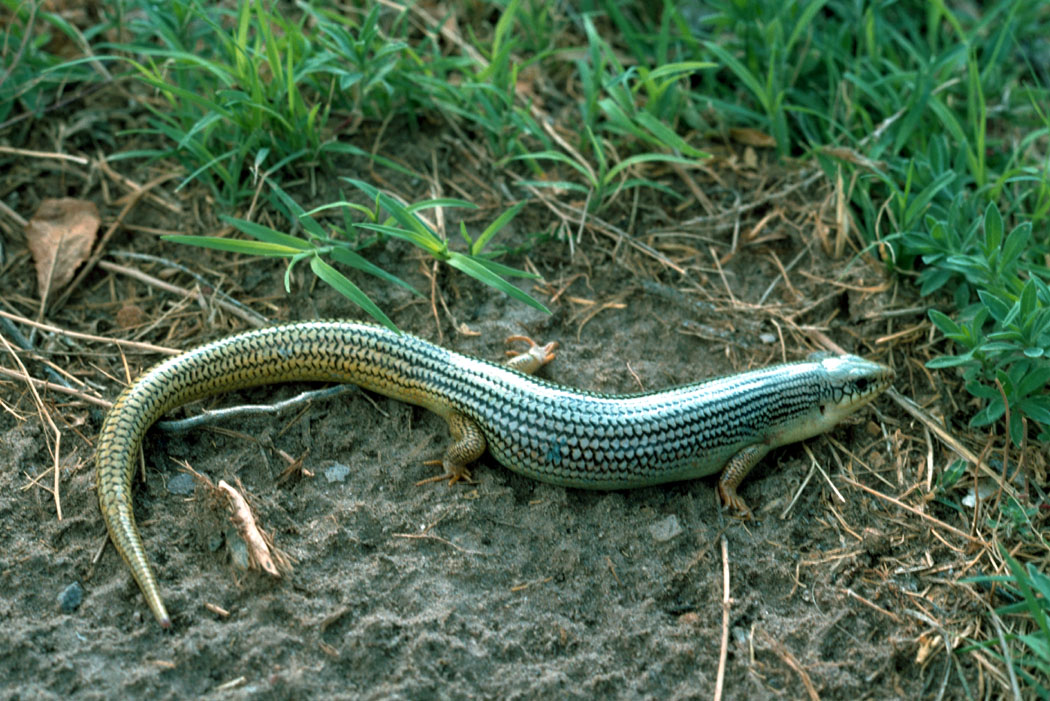
Eumeces obsoletus

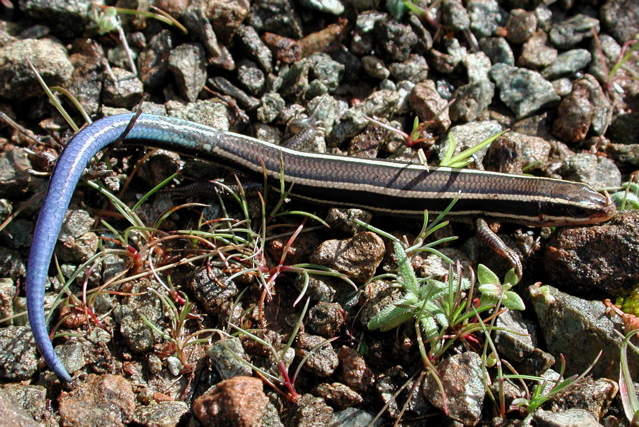
Eumeces skiltonianus

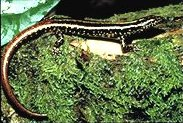
Lipinia noctua

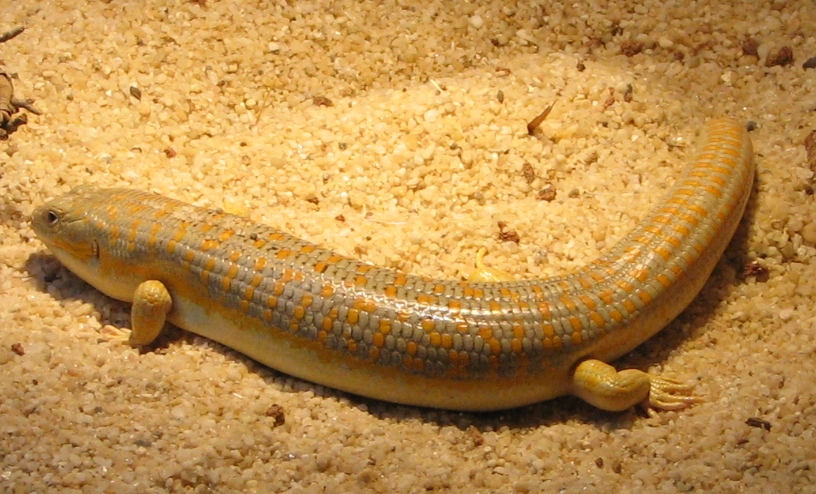
Novoeumeces schneideri

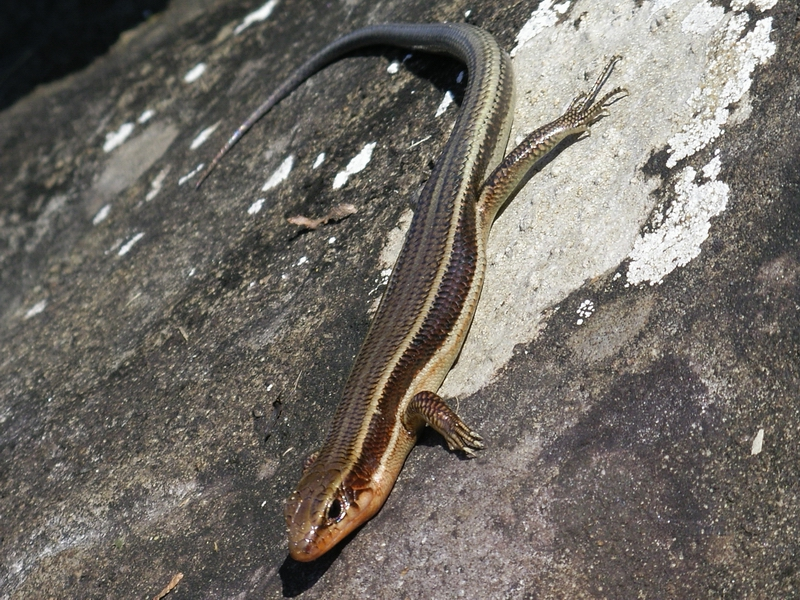
Plestiodon japonicus

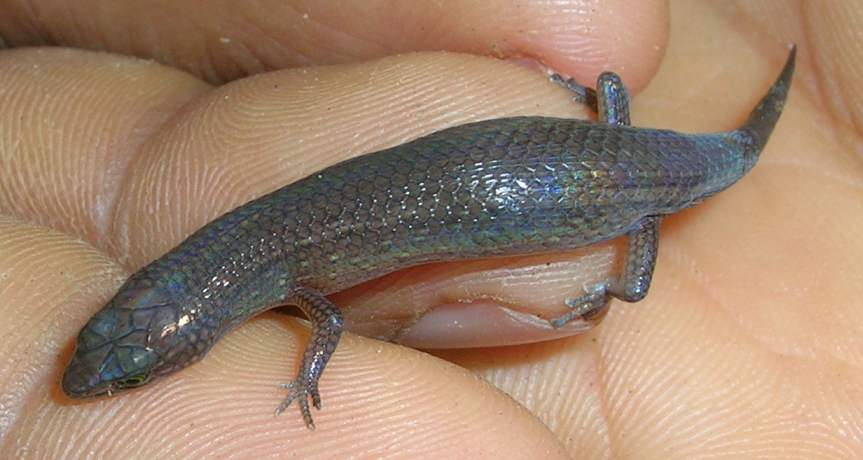
Ristella travancorica

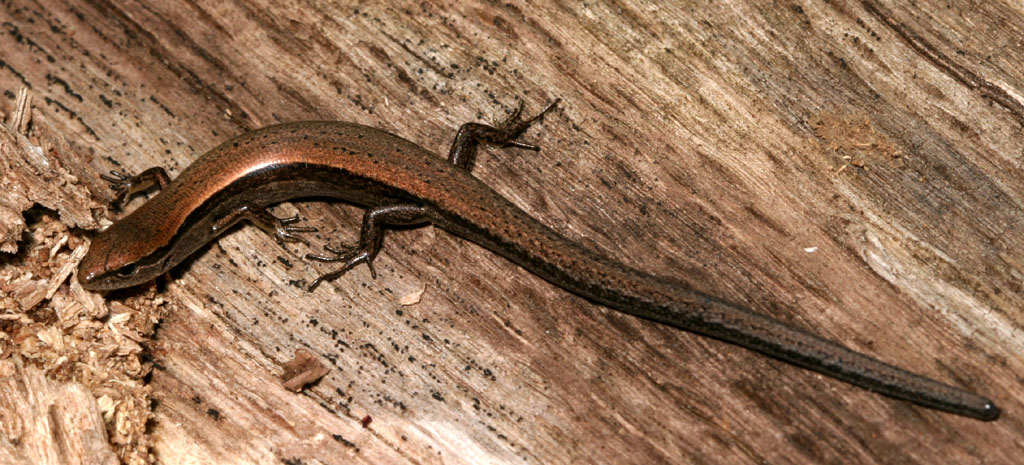
Scincella lateralis

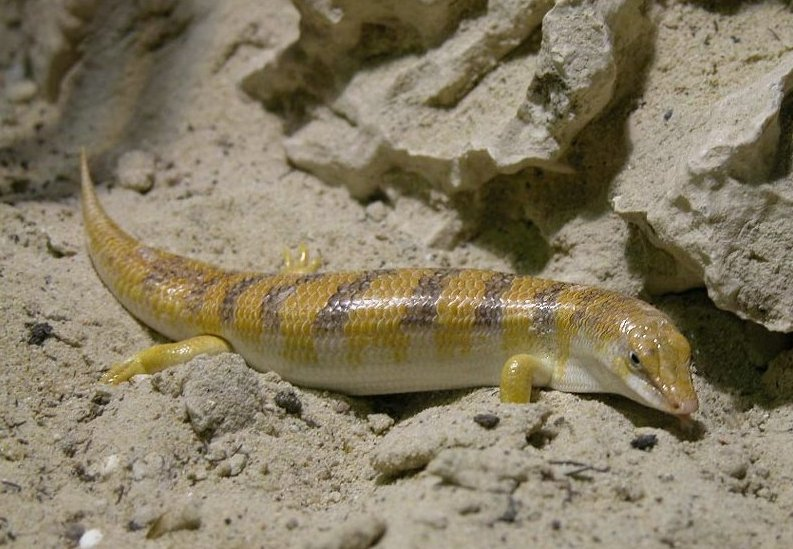
Scincus scincus

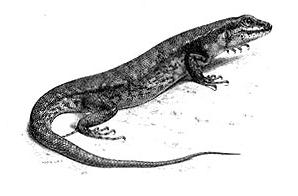
Sphenomorphus nigrolabris

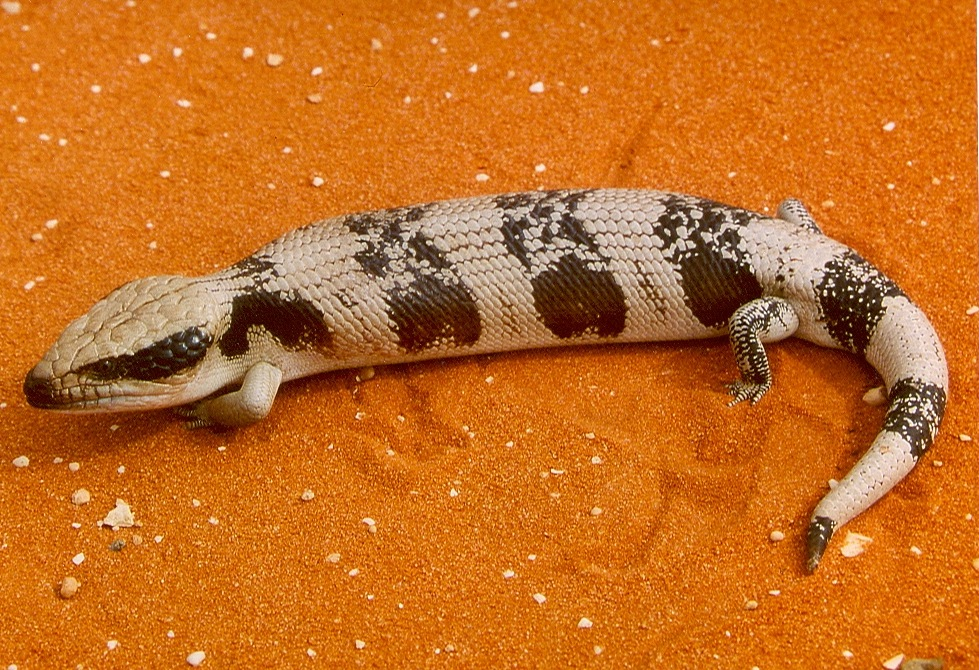
Tiliqua occipitalis

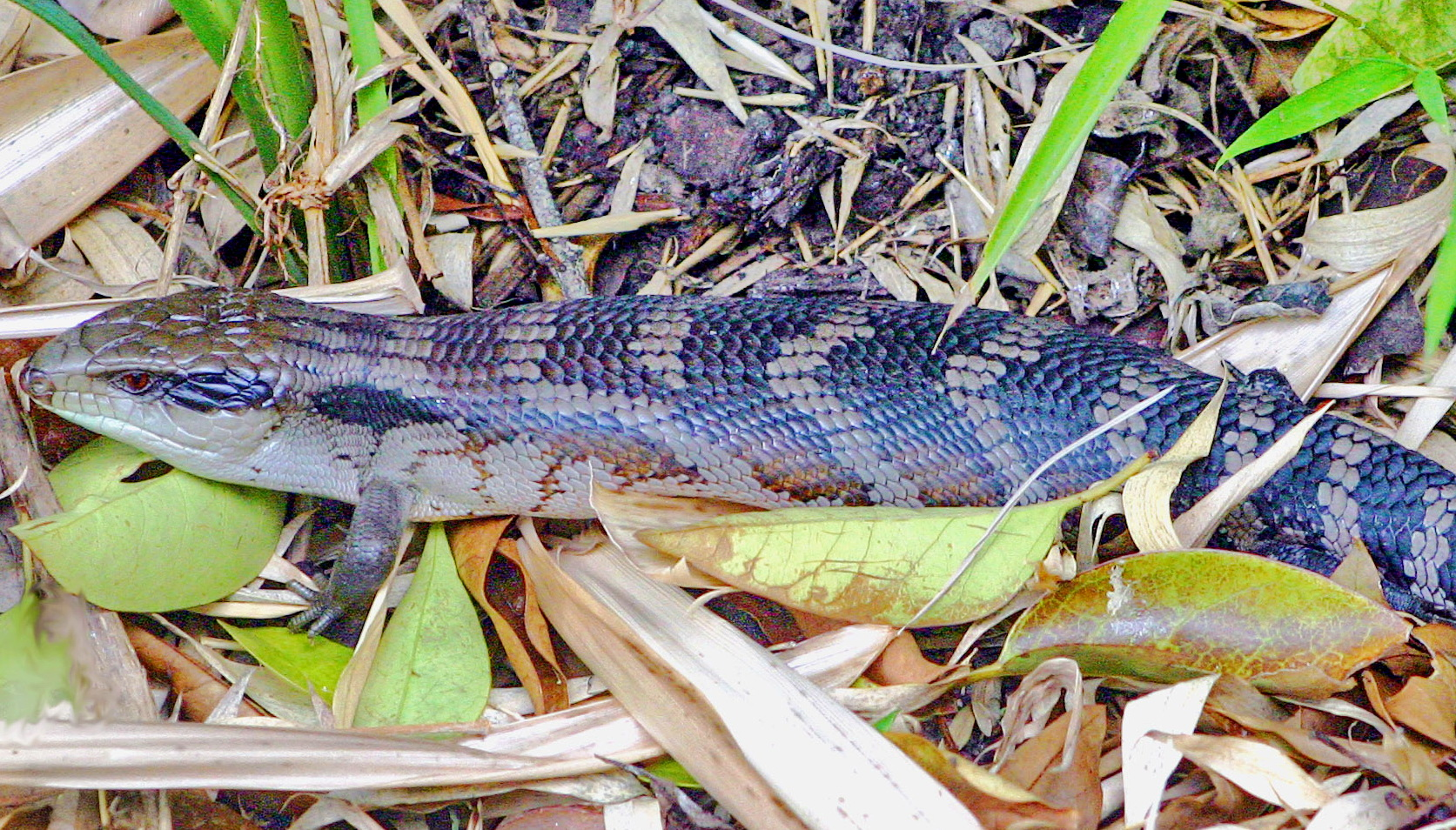
Ausztrál kéknyelvűgyík (Tiliqua scincoides)

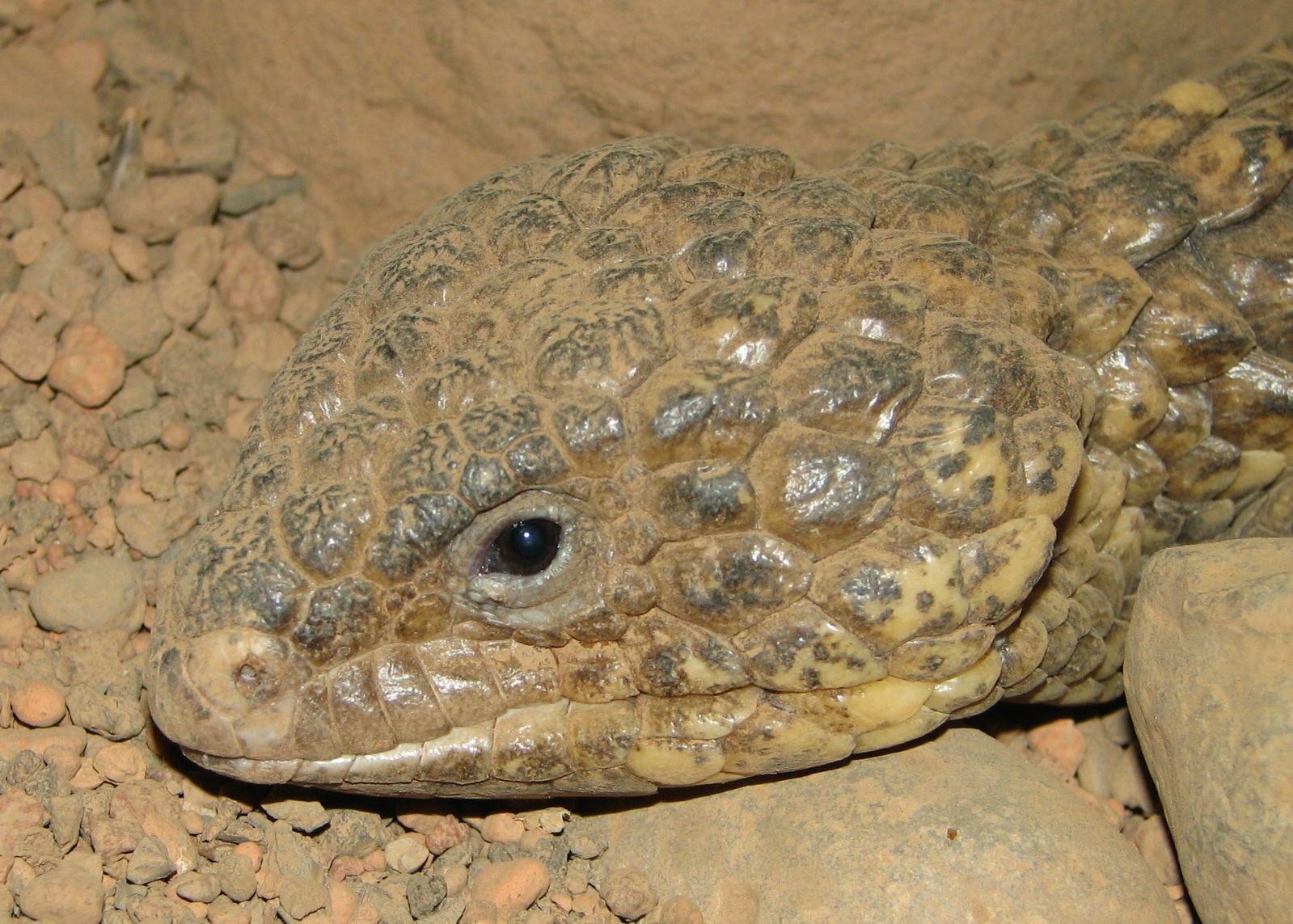
Kurtafarkú gyík (Trachydosaurus rugosus)

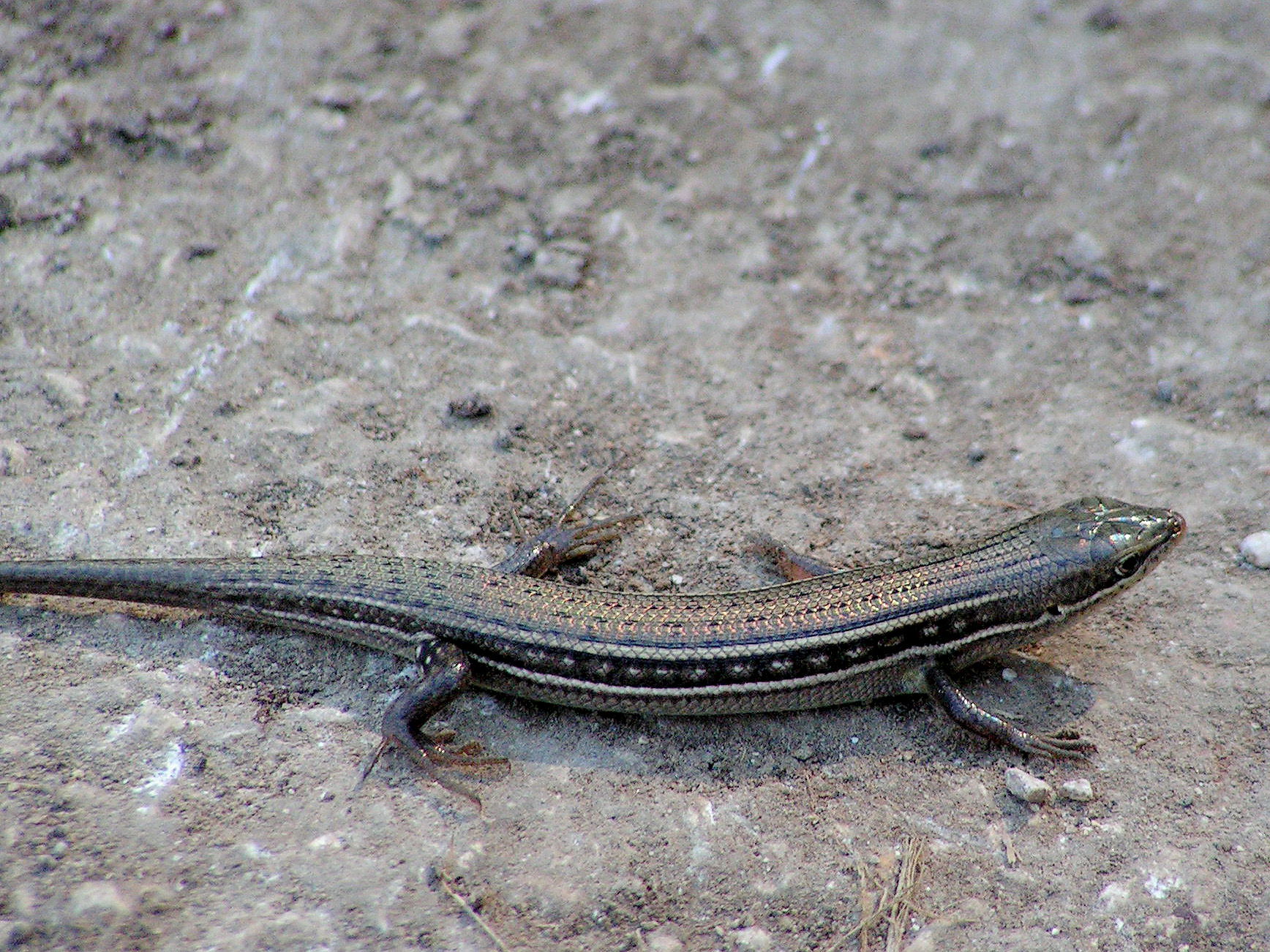
Trachylepis vittata

A vakondgyíkfélék avagy szkinkek (Scincidae) a hüllők (Reptilia) osztályába, a pikkelyes hüllők (Squamata) rendjébe és a vakondgyíkalakúak (Scincomorpha) alrendjébe tartozó család.

## Elterjedésük
A vakondgyíkfélék az Antarktisz kivételével az összes földrészen megtalálhatóak. A szárazföldi élőhelyeket népesítik be.

## Megjelenésük
A vakondgyíkok testét általában félkör alakú, átfedő, sima pikkelyek borítják. A kifejlett példányok testhossza 2,5–35 cm között, alakjuk robusztustól a vékonyig terjed, lábatlan testig változik. A lábatlan fajok többnyire a talajban, a többiek a felszínen vagy a lombozatban élnek. A farok általában meglehetősen hosszú, sok fajnál letörni képes.

## Életmódjuk
A szkinkek aktívan keresik, zsákmányukat, vizuális és szaglóingerek egyaránt segítenek  nekik ebben.

## Szaporodásuk
A legtöbb faj tojásrakó, de legalább 25 esetben ismert elevenszülés is.

## Rendszerezés
A családba az alábbi nemek és fajok tartoznak.
- Ablepharus – 7 faj
- Acontias – 8 faj
- Acontophiops – 1 faj
- Afroablepharus – 4 faj
- Amphiglossus – 38 faj
- Androngo – 1 faj
- Anomalopus – 7 faj
- Apterygodon – 1 faj
- Asymblepharus – 6 faj
- Ateuchosaurus – 2 faj
- Barkudia – 2 faj
- Bartleia – 1 faj
- Bassiana – 3 faj
- Brachymeles – 16 faj
- Caledoniscincus – 11 faj
- Calyptotis – 5 faj
- Carlia – 37 faj
- Cautula – 1 faj
- Chabanaudia – 1 faj
- Chalcides – 25 faj
- Chalcidoseps – 1 faj
- Coeranoscincus – 2 faj
- Cophoscincopus – 3 faj
- Corucia – 1 faj
- Cryptoblepharus – 28 faj
- Cryptoscincus – 1 faj
- Ctenotus – 94 faj
- Cyclodina – 7 faj
- Cyclodomorphus – 8 faj
- Dasia – 7 faj
- Davewakeum – 1 faj
- Egernia – 31 faj
- Emoia – 74 faj
- Eremiascincus – 2 faj
  - Eremiascincus fasciolatus
  - Eremiascincus richardsonii
- Eroticoscincus – 1 faj
- Eugongylus – 5 faj
- Eumeces – színváltó ásógyíkok – 29 faj
- Eulamprus – 15 faj
- Eumecia – 2 faj
- Euprepes – 1 faj
- Eurylepis – 2 faj
- Feylinia – 5 faj
  - Feylinia boulengeri
  - Feylinia currori
  - Feylinia elegans
  - Feylinia grandisquamis
  - Feylinia macrolepis
  - Feylinia polylepis
  - Fojia – 1 faj
- Geomyersia – 2 faj
  - Geomyersia coggeri
  - Geomyersia glabra
- Geoscincus – 1 faj
- Glaphyromorphus – 18 faj
- Gnypetoscincus – 1 faj
- Gongylomorphus – 1 faj
- Graciliscincus – 1 faj
  - Graciliscincus shonae

- Haackgreerius – 1 faj
  - Haackgreerius miopus

- Hakaria – 1 faj
  - Hakaria socotranus

- Hemiergis – 5 faj
  - Hemiergis decresiensis
  - Hemiergis initialis
  - Hemiergis millewae
  - Hemiergis peronii
  - Hemiergis quadrilineatum

- Hemisphaeriodon – 1 faj
  - Hemisphaeriodon gerrardii

- Isopachys – 4 faj
  - Isopachys anguinoides
  - Isopachys borealis
  - Isopachys gyldenstolpei
  - Isopachys roulei

- Janetaescincus – 2 faj
  - Janetaescincus braueri
  - Janetaescincus veseyfitzgeraldi

- Lacertoides – 1 faj
  - Lacertoides pardalis

- Lamprolepis (Fitzinger, 1843) – 4 faj
  - Lamprolepis leucosticta
  - Lamprolepis nieuwenhuisi
  - Lamprolepis smaragdina
  - Lamprolepis vyneri

- Lampropholis – 11 faj
  - Lampropholis adonis
  - Lampropholis amicula
  - Lampropholis caligula
  - Lampropholis coggeri
  - Lampropholis colossus
  - Lampropholis couperi
  - Lampropholis delicata
  - Lampropholis elongata
  - Lampropholis guichenoti
  - Lampropholis mirabilis
  - Lampropholis robertsi

- Lankascincus – 6 faj
  - Lankascincus deignani
  - Lankascincus deraniyagalae
  - Lankascincus fallax
  - Lankascincus gansi
  - Lankascincus taprobanensis
  - Lankascincus taylori

- Larutia – 6 faj
  - Larutia larutense
  - Larutia miodactyla
  - Larutia puehensis
  - Larutia seribuatensis
  - Larutia sumatrensis
  - Larutia trifasciata

- Leiolopisma (Duméril & Bibron, 1839) – 7 faj
  - Leiolopisma alazon
  - Leiolopisma bardensis
  - Leiolopisma fasciolare
  - Leiolopisma lioscincus
  - Leiolopisma mauritiana – kihalt
  - Leiolopisma paronae
  - Telfair-szkink (Leiolopisma telfairii)

- Leptoseps – 2 faj
  - Leptoseps osellai
  - Leptoseps poilani

- Leptosiaphos – 17 faj
  - Leptosiaphos aloysiisabaudiae
  - Leptosiaphos amieti
  - Leptosiaphos blochmanni
  - Leptosiaphos dewittei
  - Leptosiaphos fuhni
  - Leptosiaphos graueri
  - Leptosiaphos hackarsi
  - Leptosiaphos hylophilus
  - Leptosiaphos ianthinoxantha
  - Leptosiaphos kilimensis
  - Leptosiaphos koutoui
  - Leptosiaphos luberoensis
  - Leptosiaphos meleagris
  - Leptosiaphos pauliani
  - Leptosiaphos rhodurus
  - Leptosiaphos rhomboidalis
  - Leptosiaphos vigintiserierum

- Lerista
- Lioscincus
- Lipinia
- Lobulia
- Lygisaurus
- Lygosoma
- Mabuya
- Macroscincus
- Marmorosphax
- Melanoseps
- Menetia
- Mesoscincus
- Mochlus
- Morethia
- Nangura
- Nannoscincus
- Nessia
- Niveoscincus
- Notoscincus
- Oligosoma
- Ophiomorus
- Ophioscincus
- Pamelaescincus
- Panaspis
- Papuascincus
- Paracontias
- Paralipinia
- Parvoscincus
- Phoboscincus
- Plestiodon
- Prasinohaema
- Proablepharus
- Proscelotes
- Pseudoacontias
- Pseudemoia
- Pygomeles
- Riopa
- Ristella
- Saiphos
- Saproscincus
- Scelotes
- Scincella
- Scincopus
- Scincus
- Scolecoseps – 3 faj
  - Scolecoseps acontias
  - Scolecoseps boulengeri
  - Scolecoseps litipoensis

- Sepsina – 5 faj
  - Sepsina alberti
  - Sepsina angolensis
  - Sepsina bayoni
  - Sepsina copei
  - Sepsina tetradactyla

- Sigaloseps – 2 faj
  - Sigaloseps deplanchei 
  - Sigaloseps ruficauda

- Simiscincus – 1 faj
  - Simiscincus aurantiacus

- Sirenoscincus – 1 faj
  - Sirenoscincus yamagishii

- Sphenomorphus – 124 faj

- Sphenops – 3 faj
  - Sphenops delislei
  - Sphenops sepsoides
  - Sphenops sphenopsiformis

- Tachygyia – 1 faj
  - Tachygyia microlepis

- Tiliqua J. E. Gray, 1825 – 7 faj

- Trachylepis – 51 faj
  - Trachylepis acutilabris
  - Trachylepis affinis
  - Trachylepis albilabris
  - Trachylepis angolensis
  - Trachylepis atlantica
  - Trachylepis aurata
  - Trachylepis bayonii
  - Trachylepis bensonii
  - Trachylepis binotata
  - Trachylepis bocagii
  - Trachylepis boulengeri
  - Trachylepis brevicollis
  - Trachylepis buettneri
  - Trachylepis capensis
  - Trachylepis chimbana
  - Trachylepis comorensis
  - Trachylepis depressa
  - Trachylepis ferrarai
  - Trachylepis hemmingi
  - Trachylepis hildae
  - Trachylepis hildebrandtii
  - Trachylepis hoeschi
  - Trachylepis homalocephala
  - Trachylepis irregularis
  - Trachylepis ivensii
  - Trachylepis lacertiformis
  - Trachylepis laevis
  - Trachylepis maculilabris
  - Trachylepis margaritifera
  - Trachylepis megalura
  - Trachylepis mekuana
  - Trachylepis mlanjensis
  - Trachylepis nganghae
  - Trachylepis occidentalis
  - Trachylepis pendeana
  - Trachylepis perrotetii
  - Trachylepis planifrons
  - Trachylepis polytropis
  - Trachylepis punctatissima
  - Trachylepis punctulata
  - Trachylepis quinquetaeniata
  - Trachylepis rodenburgi
  - Trachylepis septemtaeniata
  - Trachylepis socotrana
  - Trachylepis spilogaster
  - Trachylepis stangeri
  - Trachylepis striata
  - Trachylepis sulcata
  - Trachylepis varia
  - Trachylepis variegata
  - Trachylepis vittata

- Tribolonotus – 8 faj
  - Tribolonotus annecten
  - Tribolonotus blanchardi
  - Tribolonotus brongersmai
  - Krokodilszkink (Tribolonotus gracilis)
  - Új-guineai sisakosszkink (Tribolonotus novaeguineae)
  - Tribolonotus ponceleti
  - Tribolonotus pseudoponceleti
  - Tribolonotus schmidti

- Tropidophorus – 27 faj
  - Tropidophorus assamensis
  - Tropidophorus baconi
  - Tropidophorus baviensis
  - Tropidophorus beccarii
  - Tropidophorus berdmorei
  - Tropidophorus brookei
  - Tropidophorus cocincinensis
  - Tropidophorus davaoensis
  - Gray-víziszkink (Tropidophorus grayi)
  - Tropidophorus guangxiensis
  - Tropidophorus hainanus
  - Tropidophorus iniquus
  - Tropidophorus laotus
  - Tropidophorus latiscutatus
  - Tropidophorus matsuii
  - Tropidophorus microlepis 
  - Tropidophorus micropus 
  - Tropidophorus misaminius 
  - Tropidophorus mocquardi 
  - Tropidophorus murphyi 
  - Tropidophorus noggei 
  - Partello-víziszkink (Tropidophorus partelloi)
  - Tropidophorus perplexus 
  - Tropidophorus robinsoni 
  - Tropidophorus sinicus 
  - Tropidophorus thai

- Tropidoscincus – 3 faj
  - Tropidoscincus aubrianus
  - Tropidoscincus boreus
  - Tropidoscincus variabilis

- Typhlacontias – 7 faj
  - Typhlacontias brevipes
  - Typhlacontias gracilis
  - Typhlacontias johnsonii
  - Typhlacontias ngamiensis
  - Typhlacontias punctatissimus
  - Typhlacontias rohani
  - Typhlacontias rudebecki

- Typhlosaurus – 9 faj
  - Typhlosaurus aurantiacus
  - Typhlosaurus braini
  - Typhlosaurus caecus
  - Typhlosaurus cregoi
  - Typhlosaurus gariepensis
  - Typhlosaurus lineatus
  - Typhlosaurus lomii
  - Typhlosaurus meyeri
  - Typhlosaurus vermis

- Vietnascincus – 1 faj
  - Vietnascincus rugosus

- Voeltzkowia – 5 faj
  - Voeltzkowia fierinensis
  - Voeltzkowia lineata
  - Voeltzkowia mira
  - Voeltzkowia petiti
  - Voeltzkowia rubrocaudata